# Juin 1845

## Événements
- France : Gobineau publie « Des buts techniques de la littérature », dans la Revue Nouvelle.

- 3 juin, France : nouvelle édition du Rhin, augmentée d'un volume inédit.

- 4 juin, Belgique : arrêté royal portant autorisation de la Société des chemins de fer de la Flandre-Occidentale[1].

- 9 juin, France : grève des ouvriers charpentiers. Des soldats sont mis à la disposition des employeurs.

- 13 au 17 juin (Madagascar)[2] : action commune sans lendemain des marines de guerre franco-britanniques contre Tamatave (Romain-Desfossés, Kelly).

- 18 juin : le général Pélissier, couvert par Bugeaud, enfume un millier d’algériens dans les grottes du Dahra.
  - Le chérif idrisside Mohammed ibn Abd Allah (surnommé Bu Ma'za) réunit une armée dans le Dahra, prêche la révolte contre l’occupant et regroupe des partisans de plus en plus nombreux. Sidi-Bel-Abbès et Tlemcen sont menacées.

- 19 juin : le Premier ministre belge Jean-Baptiste Nothomb démissionne à la suite du résultat des législatives, qu’il interprète comme un désaveu de l'unionisme. Début du gouvernement d’union du libéral Sylvain Van de Weyer en Belgique.

- 21 juin, France : loi qui supprime les droits de vacation des juges de paix et augmente leur traitement.

- 22 juin, France : loi qui fixe le maximum et le minimum des versements dans les caisses d'épargne.

- 25 juin, France : interpellation à la Chambre sur le massacre d'une tribu arabe perpétré par le colonel Pélissier à l'ouest d'Alger.

- 30 juin, France : Alexis de Tocqueville cesse de participer à la rédaction du journal Le Commerce.

## Naissances
- 5 juin : Hermann von Barth (mort en 1876), alpiniste, géologue et botaniste allemand.
- 10 juin : Manuela de los Herreros Sorà, écrivaine espagnole.
- 11 juin : François Daleau (mort en 1927), préhistorien et historien français.
- 16 juin : Heinrich Dressel (mort en 1920), archéologue et épigraphiste allemand.
- 17 juin : Marguerite Pinès de Merbitz (morte en 1931), peintre française.
- 18 juin : Charles Louis Alphonse Laveran (mort en 1922), médecin militaire et parasitologue français.
- 21 juin : Ludwig von Löfftz, peintre allemand († 3 décembre 1910).

## Décès
- 8 juin : Andrew Jackson, ancien Président des États-Unis (° 1767).
- 30 juin : Séverin Fredro, officier militaire polonais (° 6 décembre 1785).